# El Deseo
El Deseo S.A. ist eine spanische Filmproduktionsgesellschaft aus Madrid, welche im Besitz der Brüder Pedro Almodóvar und Agustín Almodóvar ist. Die Firma wurde 1985 gegründet und produzierte seitdem alle Regiearbeiten Pedro Almodóvars sowie eine Reihe weiterer Filme spanischer und lateinamerikanischer Regisseure, darunter Guillermo del Toro, Isabel Coixet, Lucrecia Martel und Andrés Wood.

## Produktionen

### Filme von Pedro Almodóvar
- 1987: Das Gesetz der Begierde (La ley del deseo)
- 1988: Frauen am Rande des Nervenzusammenbruchs (Mujeres al borde de un ataque de nervios)
- 1990: Fessle mich! (¡Átame!)
- 1991: High Heels (Tacones lejanos)
- 1993: Kika
- 1995: Mein blühendes Geheimnis (La flor de mi secreto)
- 1997: Live Flesh – Mit Haut und Haar (Carne trémula)
- 1999: Alles über meine Mutter (Todo sobre mi madre)
- 2002: Sprich mit ihr (Hable con ella)
- 2004: La mala educación – Schlechte Erziehung (La mala educación)
- 2006: Volver – Zurückkehren (Volver)
- 2009: Zerrissene Umarmungen (Los abrazos rotos)
- 2011: Die Haut, in der ich wohne (La piel que habito)
- 2013: Fliegende Liebende (Los amantes pasajeros)

### Filme weiterer Regisseure (Auswahl)
- 1993: Aktion Mutante (Acción mutante) – Regie: Alex de la Iglesia
- 2001: The Devil’s Backbone (El espinazo del diablo) – Regie: Guillermo del Toro
- 2001: Das Loco-Fieber (La fiebre del loco) – Regie: Andrés Wood
- 2002: Mein Leben ohne mich (My Life Without Me) – Regie: Isabel Coixet
- 2004: La niña santa – Das heilige Mädchen (La niña santa) – Regie: Lucrecia Martel
- 2005: Das geheime Leben der Worte (La vida secreta de las palabras) – Regie: Isabel Coixet
- 2008: Die Frau ohne Kopf (La mujer sin cabeza) – Regie: Lucrecia Martel
- 2009: El último verano de la Boyita – Regie: Julia Solomonoff